# Takashi Aizawa
Takashi Aizawa (Niigata, 5 januari 1982) is een Japans voetballer.

## Carrière
Takashi Aizawa speelde tussen 2000 en 2011 voor Kawasaki Frontale en Cerezo Osaka. Hij tekende in 2012 bij FC Machida Zelvia.